# 今夜はコの字で
『今夜はコの字で』（こんやはコのじで）は、原作：加藤ジャンプ、作画：土山しげるによる日本の漫画である。
集英社インターナショナル公式サイト内において、2015年3月10日から9月28日まで連載された。現代の東京を舞台に、広告代理店に勤める主人公が「コの字酒場」と呼ばれるコの字型のカウンターのある居酒屋で常連や店主とのやりとりを楽しみながら酒や肴に舌鼓をうち、仕事での憂さを晴らす様を描く。集英社の編集者が、加藤ジャンプと土山しげるの担当を兼ねていたことから、連載の企画が生まれた。2020年と2022年にテレビドラマ化された。

## 舞台となるコの字酒場
作中のコの字酒場は全て実在しており、原作者である加藤ジャンプが訪れたことのある400店以上のコの字から。選りすぐった10店が登場する。また、各話毎に加藤によるコラムと店のデータが添えられている。
- コの一 - 神楽坂「焼鳥 しょうちゃん」[9]
- コの二 - 錦糸町「三四郎」[9]
- コの三 - 横浜「のんきや」[9]
- コの四 - 自由が丘「ほさかや」[9]
- コの五 - 町田「酒蔵 初孫」[9]
- コの六 - 一之江「大衆酒場カネス」[9]
- コの七 - 赤羽「まるます家」[9]
- コの八 - 松戸「酒処 ひよし」[12]
- コの九 - 秋葉原「赤津加」[12]
- コの十 – 新橋「美味ぇ津”」[13]

## 登場人物
吉岡としのり〈30〉
広告代理店「集英企画」社員。
田中恵子〈32〉
吉岡の大学時代の先輩。コの字酒場に詳しく、数々の店を吉岡に紹介する。
山田
集英企画社員。吉岡の後輩。
田中洋子
恵子の妹。大学4年生。

## 書誌情報
2016年3月30日に、描き下ろしの2話を追加し全9話とした単行本が集英社インターナショナルより刊行された。その後、テレビドラマSeason2の放送開始と時を同じくして発行された文庫本では、単行本発行後に『グランドジャンプPREMIUM』2016年5月号で発表した新作一篇と加藤ジャンプの書き下ろしエッセイ二篇などを加え「完全版」とした。
- 『今夜はコの字で』、全1巻、集英社インターナショナル、2016年3月30日発行（2016年3月25日発売[15]）、ISBN 978-4-7976-7319-7。
- 『今夜はコの字で 完全版』、全1巻、集英社文庫、集英社、2022年3月18日発売、ISBN 978-4-08-744369-1。

## 関連作品
今夜はコの字で〜全国コの字酒場漂流記〜
加藤ジャンプは、随筆『今夜はコの字で〜全国コの字酒場漂流記〜』を、2022年7月1日から集英社インターナショナルのnoteで連載している。

## テレビドラマ
2020年と2022年にテレビドラマ化された

### Season1
BSテレ東で2020年1月7日から、全12回が放送された。中村ゆりと浅香航大のW主演で、共に本作が民放連続ドラマ初主演作となる。撮影は居酒屋の実店舗で行われ、実際の店主が出演するシーンもある。原作同様、番組の終わりに「今夜のコの字」と題した店の紹介コーナーがあり、下條アトムのナレーションで加藤ジャンプによるコラムが読み上げられる。

#### キャスト

##### 主要人物
- 田中恵子 - 中村ゆり
- 吉岡としのり - 浅香航大
- 山田大河 - 小園凌央[20]
- ミキ - 藤井武美[20]
- 田中洋子 - 北香那[20]
- 小林透 - 竹財輝之助[20]
- 角倉誠 - 堀部圭亮[20]

##### ゲスト
第1話
- 月島 - 下條アトム[20]
- 佃島 - 岩谷健司

第3話
- 先生 - 綾田俊樹（第11話、Season2 第7話）

第4話
- オカさん - ジジ・ぶぅ

第5話
- 古川部長 - 岩瀬亮
- 岸田美子 - 河井青葉

第6話
- 「カネス」女将 - 水木薫
- 「カネス」大将 - 下総源太朗

第7話
- カズオ - 螢雪次朗
- 女将 - 麻里万里

第10話
- 「赤津加」女将 - 中野若菜

第11話
- 加藤ジャンプ

#### スタッフ
- 原作 - 加藤ジャンプ（作画：土山しげる）『今夜はコの字で』（集英社インターナショナル）
- 脚本 - タナカトモフミ、久万真路、岩渕崇
- 監督 - 久万真路、岩渕崇
- ナレーション - 下條アトム
- 撮影 - 馬場元
- 音楽 - 石塚徹、SomaGenda、鈴木俊介
- プロデューサー - 瀧川治水（BSテレビ東京）、小林教子（テレビ東京）、湊谷恭史（ザフール）、石井光雄（エムロックス）
- 制作 - BSテレビ東京、ザフール
- 製作 - 「今夜はコの字で」製作委員会2020[21]

#### 放送日程
| 話数     | 放送日        | サブタイトル                     | 脚本           | 監督     |
| -------- | ------------- | -------------------------------- | -------------- | -------- |
| コの一   | 2020年1月07日 | 十条「田や」 清澄白河「だるま」  | タナカトモフミ | 久万真路 |
| コの二   | 2020年1月14日 | 神楽坂「焼鳥しょうちゃん」       | タナカトモフミ | 久万真路 |
| コの三   | 2020年1月21日 | 横浜「のんきや」                 | タナカトモフミ | 久万真路 |
| コの四   | 2020年1月28日 | 自由が丘「ほさかや」             | 岩渕崇         | 岩渕崇   |
| コの五   | 2020年2月04日 | 町田「酒蔵初孫」                 | 久万真路       | 久万真路 |
| コの六   | 2020年2月11日 | 一之江「大衆酒場カネス」         | 岩渕崇         | 岩渕崇   |
| コの七   | 2020年2月18日 | 東十条「よりみち」               | タナカトモフミ | 久万真路 |
| コの八   | 2020年2月25日 | 赤羽「まるよし」                 | 岩渕崇         | 岩渕崇   |
| コの九   | 2020年3月03日 | 松戸「酒処ひよし」               | 久万真路       | 久万真路 |
| コの十   | 2020年3月10日 | 秋葉原「赤津加」                 | 岩渕崇         | 岩渕崇   |
| コの十一 | 2020年3月17日 | 新橋「美味ぇ津”」 神保町「兵六」 | タナカトモフミ | 久万真路 |
| コの十二 | 2020年3月24日 | 錦糸町「井のなか」               | タナカトモフミ | 久万真路 |

#### 放送局
| 放送期間                | 放送時間                     | 放送局       | 対象地域   | 備考   |
| ----------------------- | ---------------------------- | ------------ | ---------- | ------ |
| 2020年1月7日 - 3月24日  | 火曜 0:00 - 0:30（月曜深夜） | BSテレ東     | 全国       | 製作局 |
| 2020年4月7日 - 6月23日  | 火曜 1:05 - 1:35（月曜深夜） | テレビ大阪   | 大阪府     |        |
| 2022年4月13日 - 6月29日 | 水曜 3:25 - 3:55（火曜深夜） | テレビ東京   | 関東広域圏 |        |
| 2022年6月30日 - 9月15日 | 木曜 0:00 - 0:30（水曜深夜） | テレビ北海道 | 北海道     |        |

#### 前後番組
| BSテレ東 火曜0:00 - 0:30（月曜深夜）枠              | BSテレ東 火曜0:00 - 0:30（月曜深夜）枠            | BSテレ東 火曜0:00 - 0:30（月曜深夜）枠       |
| 前番組                                              | 番組名                                            | 次番組                                       |
| --------------------------------------------------- | ------------------------------------------------- | -------------------------------------------- |
| 逃亡花 （2019年10月8日 - 12月24日） ※4Kリマスター版 | 今夜はコの字で Season1 （2020年1月7日 - 3月24日） | ワカコ酒 Season 5 （2020年4月7日 - 6月23日） |

#### ビデオソフト
DVD-Videoを媒体にして、ハピネット・メディアマーケティングから発売された。
- 『今夜はコの字で DVD BOX』、2020年6月3日、HPBR-577、ハピネット・メディアマーケティング[18]。

### Season2
『今夜はコの字で Season2』全12回を、BSテレ東及びテレビ大阪の「真夜中ドラマ」枠で、2022年4月10日（9日深夜）から放送された。レギュラーキャストは続投し、新たな出演者として優希美青が加わる。

#### キャスト

##### 主要人物
- 田中恵子 - 中村ゆり
- 吉岡としのり - 浅香航大
- 池ハルカ - 優希美青[35]
- 山田大河 - 小園凌央[36]
- 田中洋子 - 北香那[36]
- ミキ - 藤井武美[36]
- 小林透 - 竹財輝之助[36]
- 角倉誠 - 堀部圭亮[36]

##### ゲスト
第1話
- 常連客 - 上地春奈[37]、栗橋勇

第2話
- ヒロタ - 金井良信

第3話
- 浅地直樹
- インタビュア - 椿弓里奈[38]
- 常連客 - 田中孝治
- 常連客であるクリーニング屋の社長 - 野添義弘[39]

第4話
- 住宅メーカー社長 - 森下能幸

第5話
- 焼酎メーカー課長 - 平家英樹
- 焼酎メーカー社員 - 福田優[40][41]、矢島理佐[42]
- 医者である客 - 佐藤良洋[43][41]
- 元教師である客 - 春園幸宏

第6話
- 客 - 徳井優[44]、中條サエ子

第7話
- 先生 - 綾田俊樹（Season1 第3•11話）[45][46]

第9話
- 客 - 五頭岳夫

#### スタッフ
- 原作 - 加藤ジャンプ（作画：土山しげる）『今夜はコの字で』（集英社インターナショナル）
- 脚本 - タナカトモフミ[35]、久万真路[5]、若林将平[26]
- 監督 - 久万真路[28]、片桐健滋[31]、若林将平[35]
- ナレーション - 下條アトム
- 主題歌 - 上野大樹「面影」（Season2）[47]
- プロデューサー -小林教子（テレビ東京）、湊谷恭史（ザフール）、石井光雄（エムロックス）
- 制作 - BSテレビ東京、ザフール
- 製作 - 「今夜はコの字で2」製作委員会2022[48]

#### 放送日程
| 話数     | 放送日        | サブタイトル                                    | 脚本           | 監督     |
| -------- | ------------- | ----------------------------------------------- | -------------- | -------- |
| コの一   | 2022年4月10日 | 蕨「㐂よし」                                    | タナカトモフミ | 久万真路 |
| コの二   | 2022年4月17日 | 蒲田「さしみや五坪」 大森「蔦八」               | タナカトモフミ | 久万真路 |
| コの三   | 2022年4月24日 | 金町「大力酒蔵」                                | 久万真路       | 久万真路 |
| コの四   | 2022年5月01日 | 門前仲町「だるま」                              | タナカトモフミ | 片岡健滋 |
| コの五   | 2022年5月08日 | 小岩「一力」                                    | 若林将平       | 若林将平 |
| コの六   | 2022年5月15日 | 王子「宝泉」                                    | タナカトモフミ | 片岡健滋 |
| コの七   | 2022年5月22日 | 神保町「兵六」 神保町「Japanese SAKE STAND 85」 | タナカトモフミ | 片岡健滋 |
| コの八   | 2022年5月29日 | 下丸子「末広」                                  | 久万真路       | 久万真路 |
| コの九   | 2022年6月05日 | 荻窪「カッパ」                                  | 久万真路       | 久万真路 |
| コの十   | 2022年6月12日 | 東銀座「武ちゃん」                              | タナカトモフミ | 片岡健滋 |
| コの十一 | 2022年6月19日 | 四谷三丁目「燗コーヒー藤々」                    | 久万真路       | 久万真路 |
| コの十二 | 2022年6月26日 | 溝の口「えのき」                                | タナカトモフミ | 久万真路 |

#### 放送局
| 放送期間                | 放送時間                     | 放送局     | 対象地域   | 備考   |
| ----------------------- | ---------------------------- | ---------- | ---------- | ------ |
| 2022年4月10日 - 6月25日 | 日曜 0:00 - 0:30（土曜深夜） | BSテレ東   | 全国       | 製作局 |
| 2022年4月10日 - 6月25日 | 日曜 1:00 - 1:30（土曜深夜） | テレビ大阪 | 大阪府     |        |
| 2022年6月26日 - 9月11日 | 日曜 12:25 - 12:54           | テレビ東京 | 関東広域圏 |        |

#### 前後番組
| BSテレ東・テレビ大阪 真夜中ドラマ                             | BSテレ東・テレビ大阪 真夜中ドラマ                     | BSテレ東・テレビ大阪 真夜中ドラマ                   |
| 前番組                                                        | 番組名                                                | 次番組                                              |
| ------------------------------------------------------------- | ----------------------------------------------------- | --------------------------------------------------- |
| まったり!赤胴鈴之助 （2022年1月9日 - 3月27日）                | 今夜はコの字で Season2 （2022年4月10日 - 6月26日）    | イケメン共よ メシを喰え （2022年7月10日 - 9月25日） |
| テレビ大阪 日曜1:26 - 1:30（土曜深夜）枠                      |                                                       |                                                     |
| 30歳まで童貞だと魔法使いになれるらしい（再放送） ※1:26 - 1:56 | 今夜はコの字で Season2 【ここから「真夜中ドラマ」枠】 | イケメン共よ メシを喰え ※1:00 - 1:30                |

#### ビデオソフト
DVD-Videoを媒体にして、ハピネット・メディアマーケティングから発売された。
- 『今夜はコの字で Season2 DVD-BOX』、2022年10月5日、HPBR-1838、ハピネット・メディアマーケティング[7]。

## 脚註

### 註釈
1. ↑  加藤ジャンプは、「コの字酒場」という語は自身の造語だとしている[2]。
2. ↑  加藤ジャンプは、土山しげるが利用してみて気に入った店のみが、作品に登場したとしている[11]。
3. ↑  吉岡という姓は、加藤ジャンプが吉岡秀隆のファンで、勝手に拝借したという[14]。